# Hustle (1975)
Hustle is een Amerikaanse film uit 1975 van Robert Aldrich met Burt Reynolds, Catherine Deneuve, Ben Johnson, Paul Winfield, Eileen Brennan, Eddie Albert en Ernest Borgnine.

## Verhaal
Wanneer het lichaam van een jonge vrouw wordt gevonden op een afgelegen strand, worden luitenant Phil Gaines en zijn partner, sergeant Louis Belgrave, toegewezen om het moordonderzoek te leiden. Zij concluderen aan de hand van het lijkschouwersrapport dat het slachtoffer, prostituee en gekende drugsgebruiker Gloria Hollinger, zelfmoord pleegde door een overdosis pillen te slikken.
Commandant Santuro draagt hen vervolgens op de zaak te sluiten. De rechercheurs brengen de familie op de hoogte en hierbij vermelden ze twee feiten over de zaak. Dat Gloria vlak voor haar dood aanwezig was op een feestje in het huis van Leo Sellers, een rijke en machtige maar corrupte, lokale advocaat en dat er grote hoeveelheden sperma in haar lichaamsopeningen gevonden zijn, waaruit geconcludeerd kan worden dat ze vlak voor haar overlijden bezig geweest was met een verscheidenheid aan seksuele handelingen met een groot aantal partners.
Haar vader, Marty Hollinger, een militair veteraan, aanvaardt de conclusies in het proces-verbaal niet en gaat zelf op onderzoek uit in een poging om te bewijzen dat Gloria's dood een gevolg was van kwade opzet. Hij ontdekt een connectie met Seller, die ook een vaste klant blijkt te zijn van de Franse prostituee Nicole Britton, de vriendin van Phil Gaines.

## Rolverdeling
| Acteur            | Personage           |
| ----------------- | ------------------- |
| Burt Reynolds     | Lt. Phil Gaines     |
| Catherine Deneuve | Nicole Britton      |
| Ben Johnson       | Marty Hollinger     |
| Paul Winfield     | Sgt. Louis Belgrave |
| Eileen Brennan    | Paula Hollinger     |
| Eddie Albert      | Leo Sellers         |
| Ernest Borgnine   | Santoro             |
| Catherine Bach    | Peggy Summers       |